# Enmig de la tempesta
 Enmig de la tempesta  (títol original: Storm Center) és una pel·lícula estatunidenca dirigida per Daniel Taradash, estrenada el 1956 i doblada al català

## Argument
A Kemport, un petit poble dels Estats Units, la biblioteca pública és administrada per Alicia Hull, a qui li agrada dedicar el seu temps a introduir als nens a la lectura. Quan es nega a retirar dels prestatges un llibre que exalta els principis del comunisme, és despatxada i marcada com a subversiva. El jutge Ellerbe, entenent que ha estat tractat injustament, convocarà a una reunió de la ciutat, però l'ambiciós advocat i aspirant a polític Paul Duncan, ajudant de la bibliotecària Martha Lockridge, aprofita l'oportunitat per construir-se una reputació, denunciant Alícia com a comunista, i posant en contra la comunitat. El jove Slater Freddie no es deixa convèncer, però, i continua donant suport a la causa d'Alicia, arribant al punt de cremar la biblioteca, una acció que emocionalment sacseja els veïns, convencent-los per exigir el retorn d'Alicia Hull.

## Repartiment
- Bette Davis: Alicia Hull
- Brian Keith: Paul Duncan
- Kim Hunter: Martha Lockridge
- Paul Kelly: Jutge Robert Ellerbe
- Joe Mantell: George Slater
- Kevin Coughlin: Freddie Slater
- Sally Brophy: Laura Slater
- Howard Wierum: Major Levering
- Curtis Cooksey: Stacey Martin
- Michael Raffetto: Edgar Greenbaum
- Joseph Kearns: M. Morrisey
- Edward Platt: Reverend Wilson
- Kathryn Grant: Hazel Levering
- Howard Wendell: Senador Bascomb

## Crítica
Curiós i en el seu dia inesperat producte de vocació antimaccarthista pensat en principi com el vehicle que el servís per una pretesa "tornada" a la pantalla de l'actriu Mary Pickford. El cert és que va acabar interpretant-ho la Bette Davis a les ordres d'un reputat guionista (Daniel Tradash, que havia guanyat l'oscar per D'aquí a l'eternitat. La pel·lícula resulta insòlita per la seva audàcia temàtica, però té un to excessivament melodramàtic, tan inadequat que arriba a desvirtuar la proposta.